# بولوك (فلم)
بولوك (بالإنجليزية: Pollock) هو فيلم تم إنتاجه في الولايات المتحدة وصدر في سنة 2000.
}}</ref> الفيلم من إخراج إد هاريس.

## بطولة
- إد هاريس
- مارسيا غاي هاردن

### ترشيحات وجوائز
| السنة | الحدث          | الفئة                   | النتيجة  |
| ----- | -------------- | ----------------------- | -------- |
|       | جائزة الأوسكار | أفضل ممثلة في دور مساعد | فـــــوز |

## وصلات خارجية
- مقالات تستعمل روابط فنية بلا صلة مع ويكي بيانات